# Scott Township (comté de Fayette, Iowa)
Scott Township est un township du comté de Fayette en Iowa, aux États-Unis,. 